# Serra dels Segalars
La Serra dels Segalars és una serra situada al municipi de Sant Aniol de Finestres a la comarca de la Garrotxa, amb una elevació màxima de 1.020 metres.